# Amangeldi Aūdany
Amangeldi Aūdany är ett distrikt i Kazakstan.   Det ligger i oblystet Qostanaj, i den centrala delen av landet, 500 km väster om huvudstaden Astana.